# Kamenec (přírodní památka, okres Frýdek-Místek)
Kamenec je přírodní památka poblíž obce Dobrá v okrese Frýdek-Místek. Oblast spravuje Moravskoslezský kraj. Důvodem ochrany je mokřadní biotop rašelinného charakteru v bývalém aluviu řeky Morávky s výskytem chráněných druhů rostlin a živočichů.

## Lokalita
Přírodní památku Kamenec tvoří mokřad napájený bezejmenným přítokem Černého potoka v nivě řeky Morávky. Lokalitu tvoří i síť tůněk se slatinným jezírkem, na které na severovýchodě navazuje rašeliniště.
Západní hranici území tvoří místní cesta, jižní hranici tvoří silnice mezi obcí Dobrou a Frýdkem-Místkem. Na východě přechází do podmáčených luk a polí, na severu tvoří hranici železniční trať mezi Frýdkem-Místkem a Českým Těšínem.

## Flóra
Centrální část přírodní památky tvoří podmáčený lesní porost s olší lepkavou (Alnus glutinosa), olší šedou (Alnus incana) a jasanem ztepilým (Fraxinus excelsior).
Ve vodních plochách roste například šípatka střelolistá (Sagittaria sagittifolia), zevar vzpřímený (Sparganium erectum), zevar jednoduchý (Sparganium emersum), rdest vzplývavý (Potamogeton natans) a masožravá bublinatka jižní (Utricularia australis).
V mělčinách můžeme najít ostřice (Carex), bahničku mokřadní (Eleocharis palustris) nebo přesličku poříční (Equisetum fluviatile).
Na bažinatých místech se vyskytuje blatouch bahenní (Caltha palustris), ohrožený kozlík celolistý (Valeriana simplicifolia), řeřišnice hořká (Cardamine amara) či pcháč bahenní (Cirsium palustre).

## Fauna
V tůních Kamence žije čolek obecný (Triturus vulgaris) a kriticky ohrožený čolek velký (Triturus cristatus). Dále zde můžeme spatřit rosničku zelenou (Hyla arborea)), skokana zeleného (Pelophylax esculentus), ještěrku obecnou (Lacerta agilis) a užovku obojkovou (Natrix natrix).
Přírodní památka je unikátní svým výskytem vodních druhů hmyzu. Mezi vzácné patří šídlo luční (Brachytron pratense), lesklice skvrnitá (Somatochlora flavomaculata), vážka tmavoskvrnná (Leucorrhinia rubicunda) a vážka jasnoskvrnná (Leucorrhinia pectoralis).
Z ptáků zde můžeme zahlédnout lejska šedého (Muscicapa striata), ledňáčka říčního (Alcedo atthis), žluvu hajní (Oriolus oriolus), krahujce obecného (Accipiter nisus) a čápa černého (Ciconia nigra).
Vyskytuje se zde veverka obecná (Sciurus vulgaris), za potravou se zde vydává i silně ohrožená vydra říční (Lutra lutra).

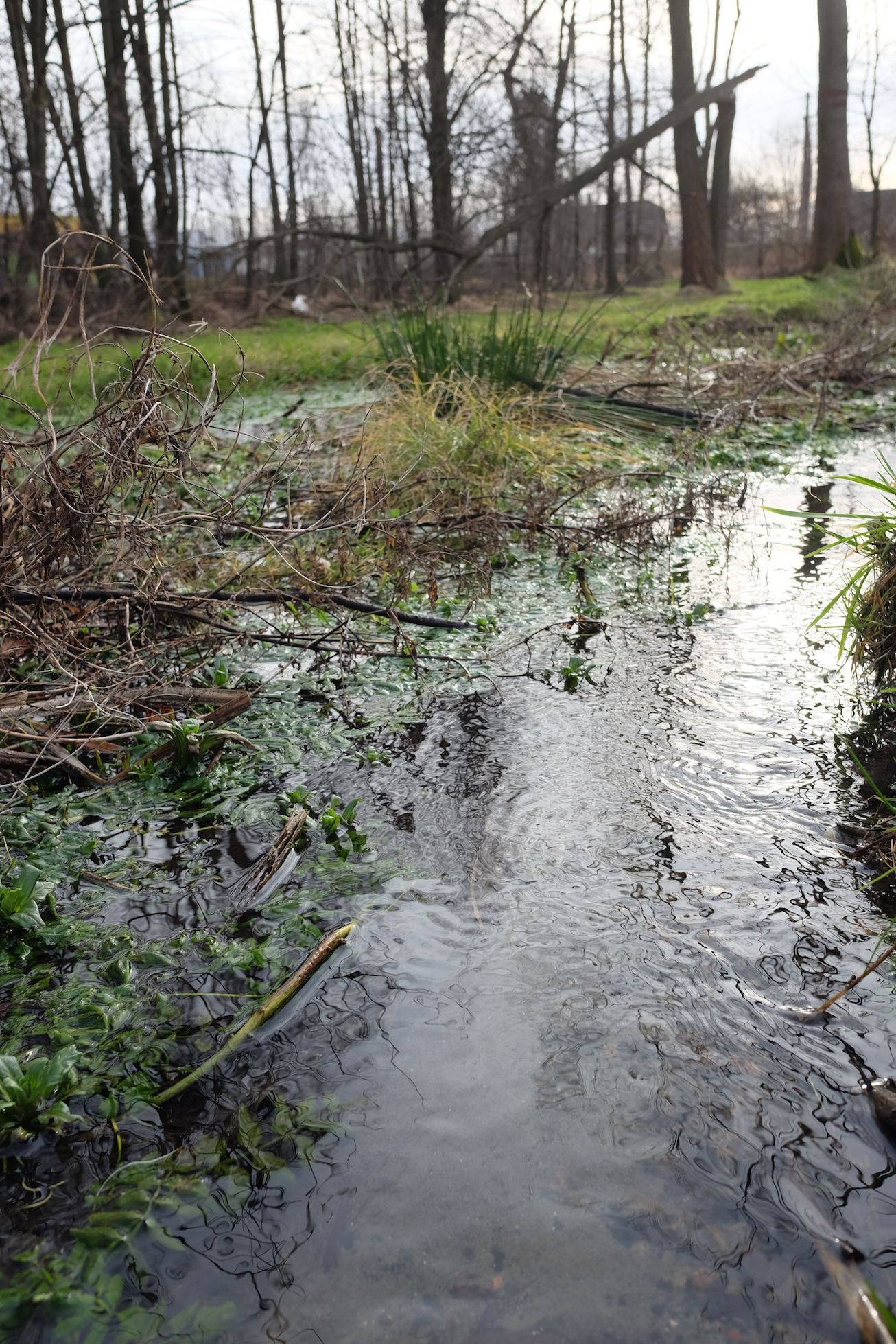
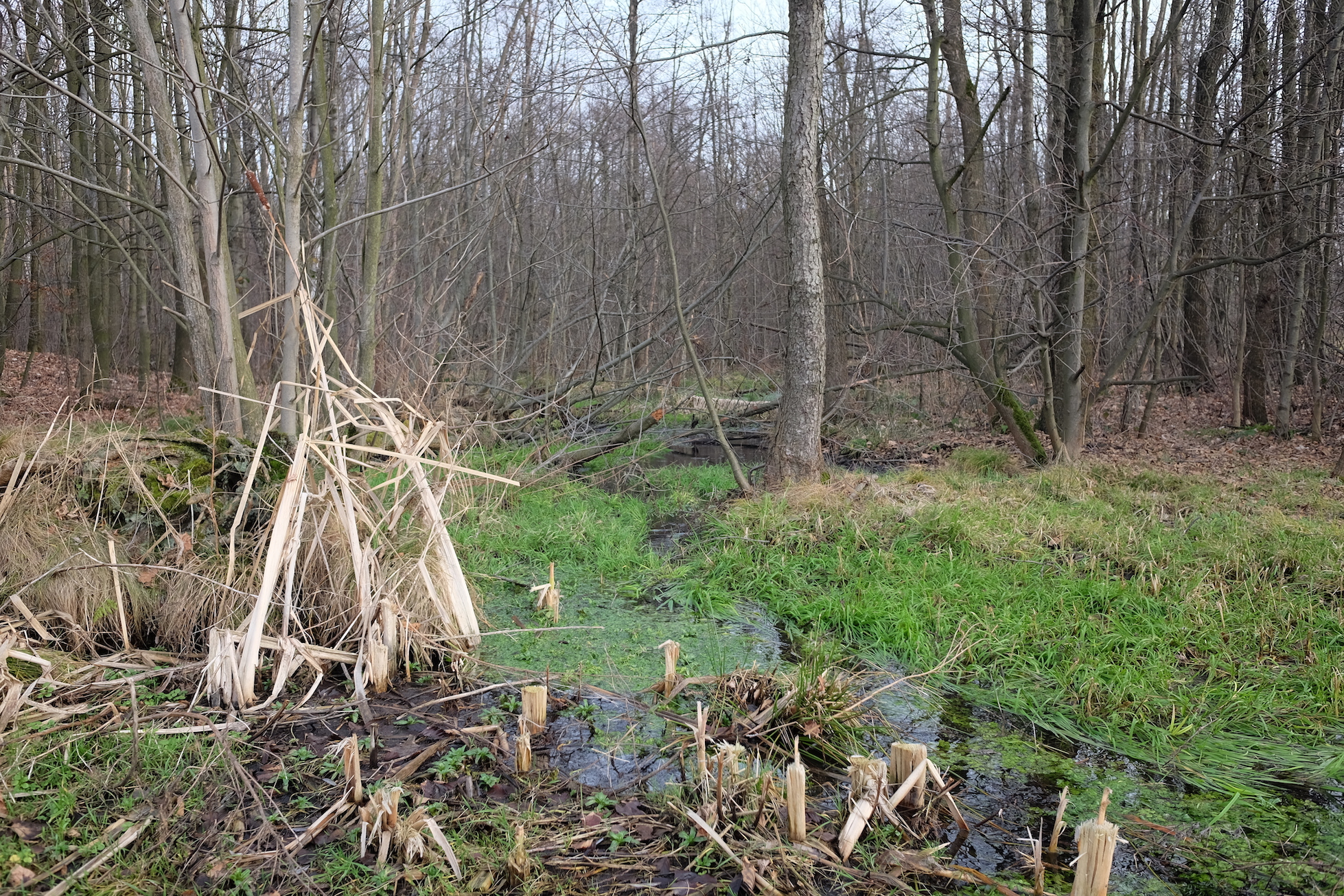
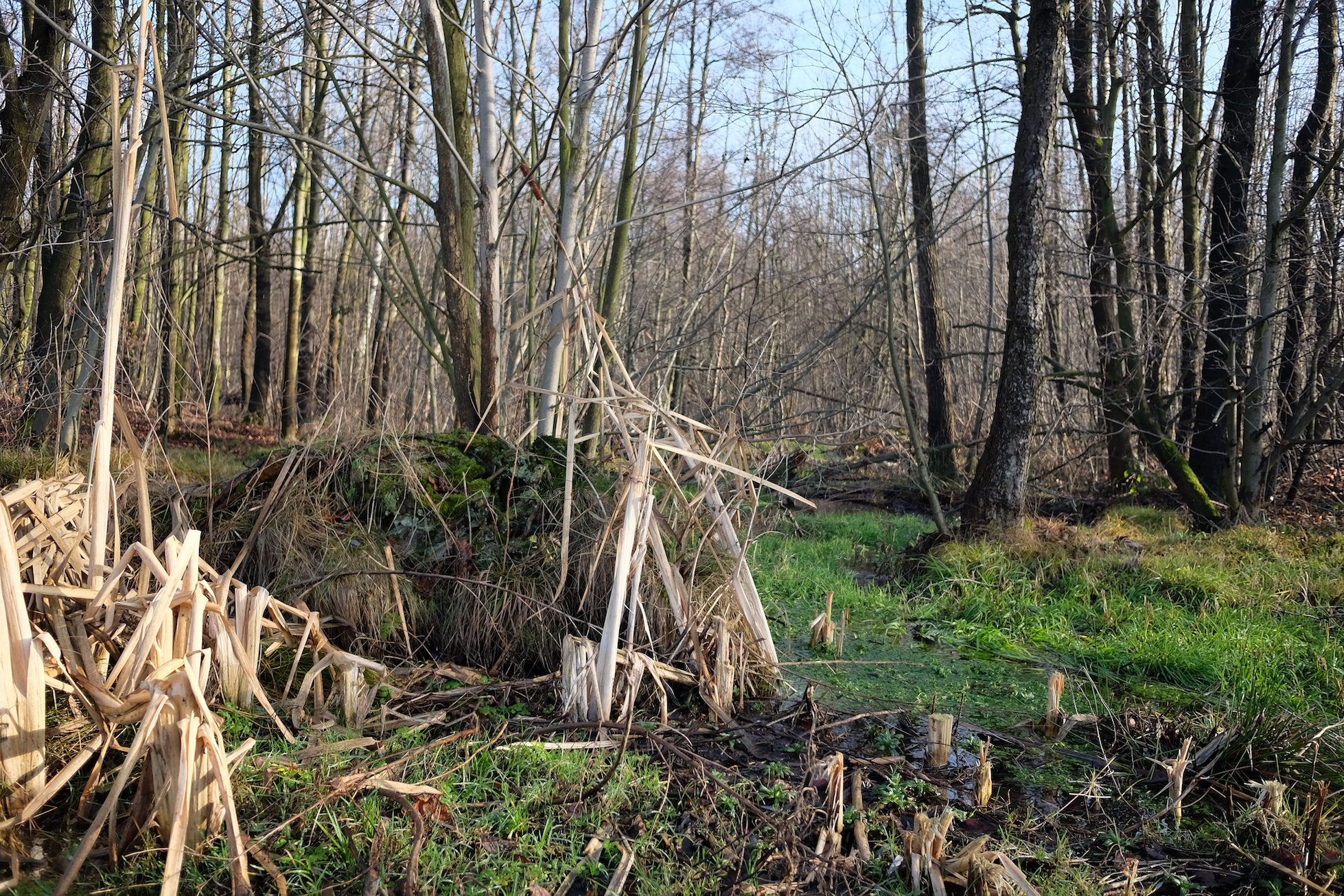
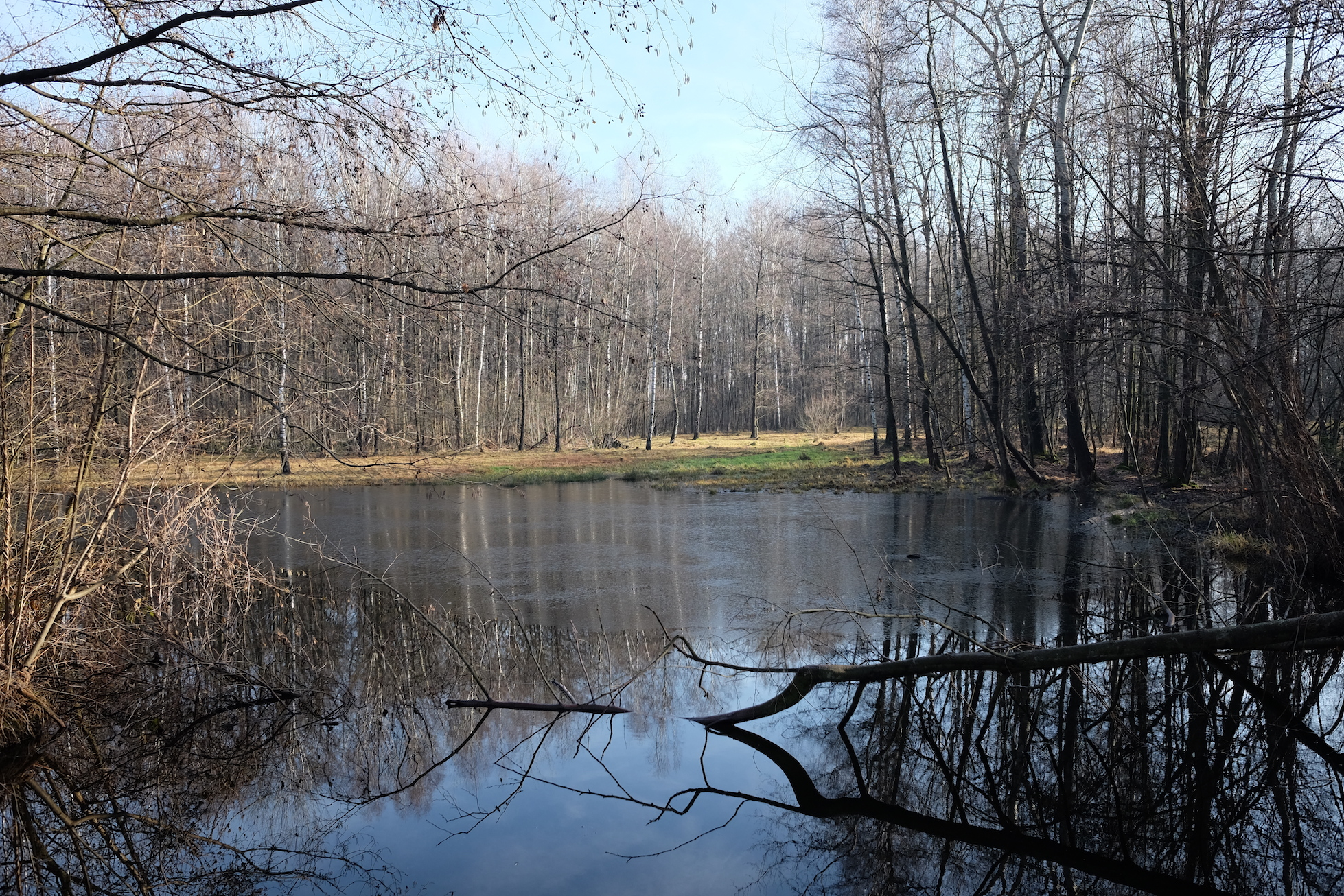
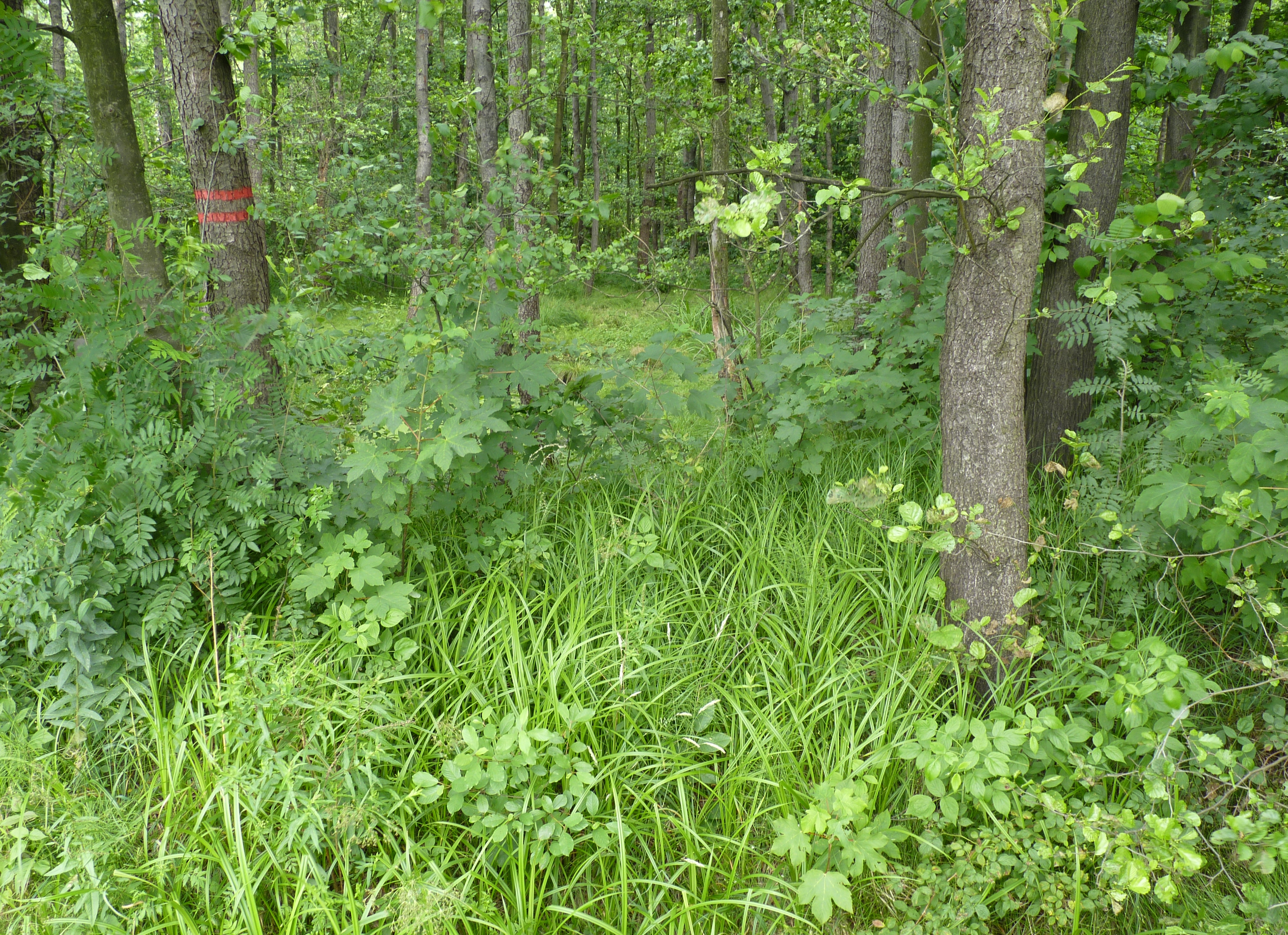
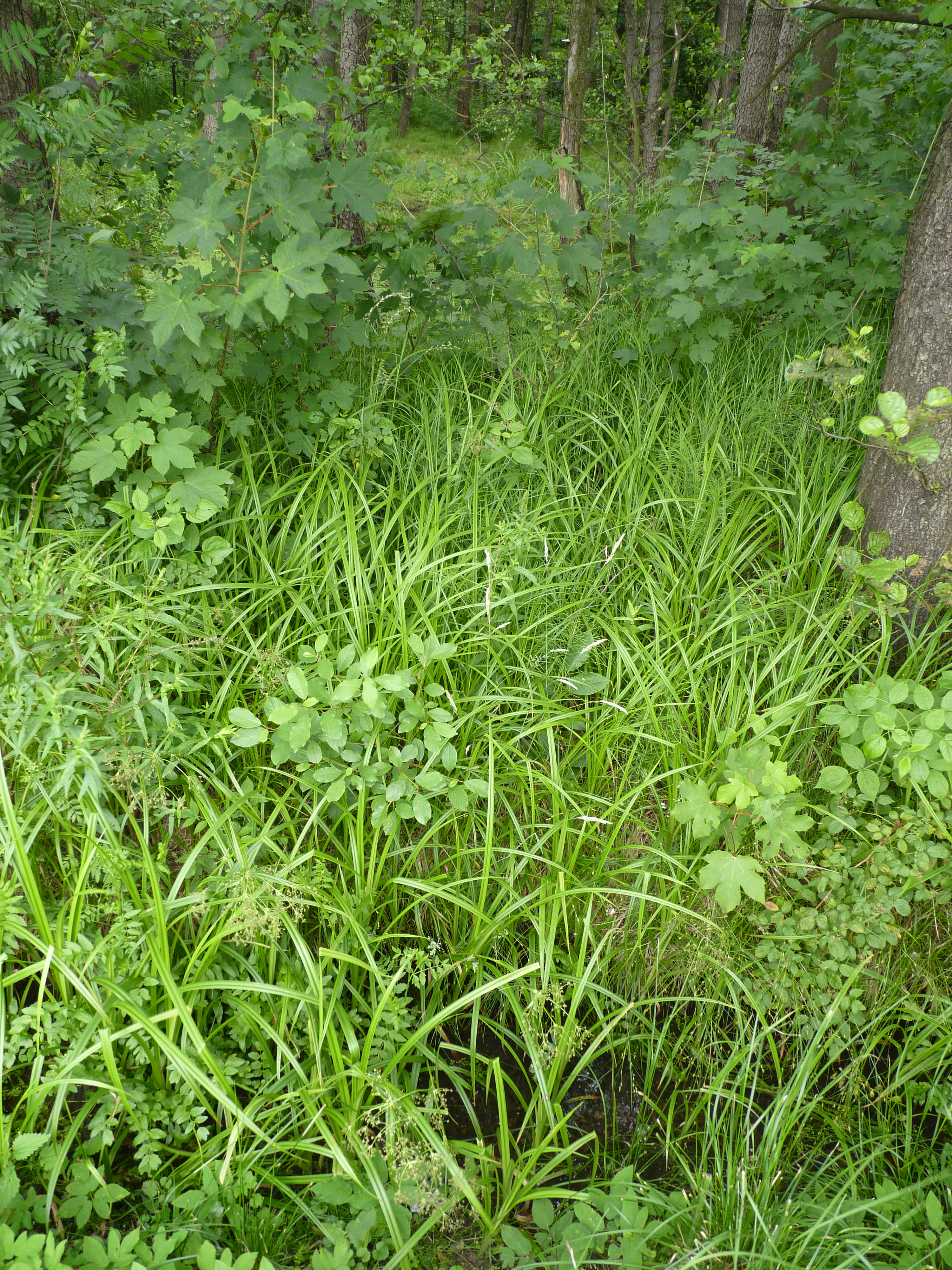
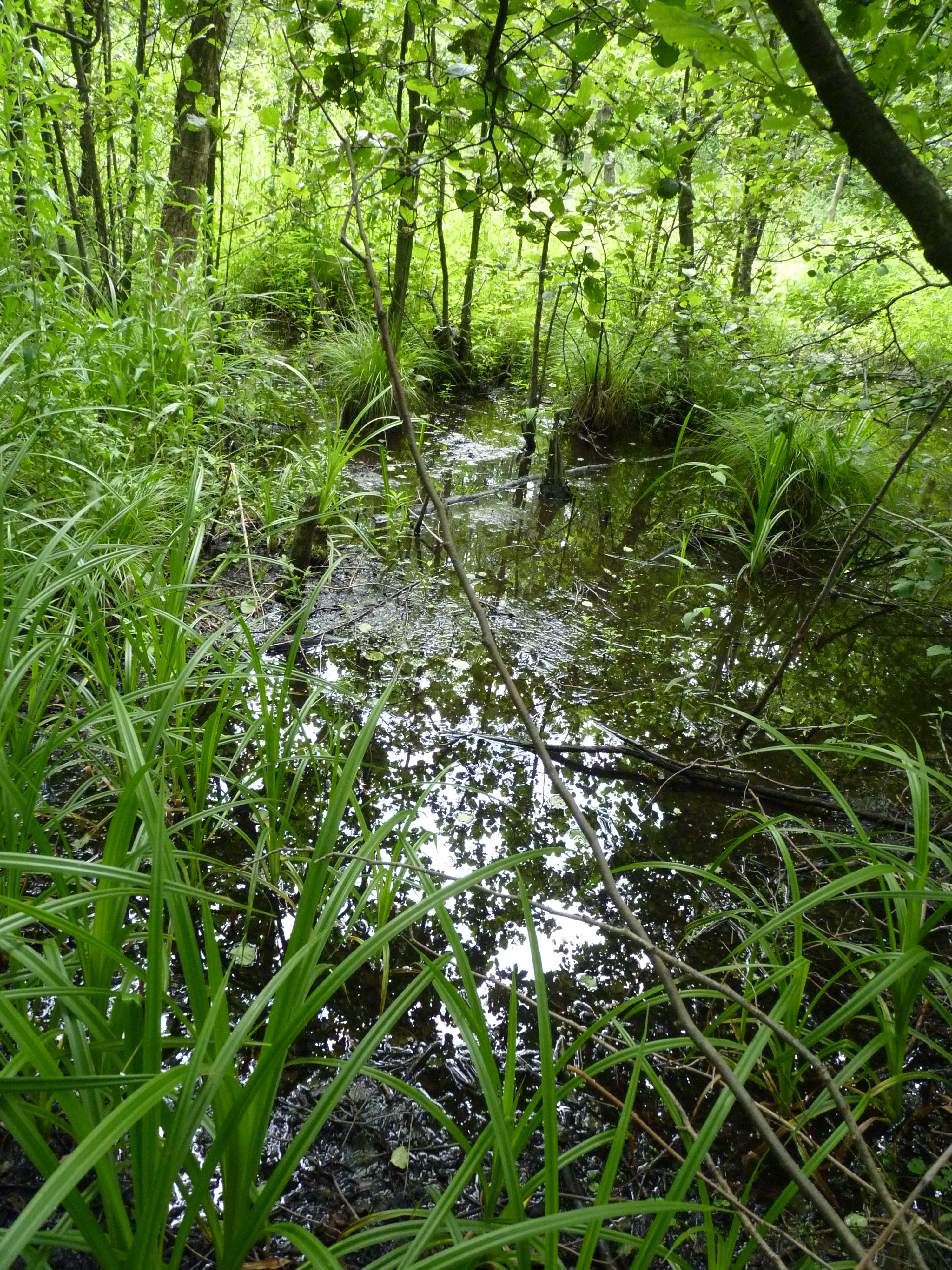
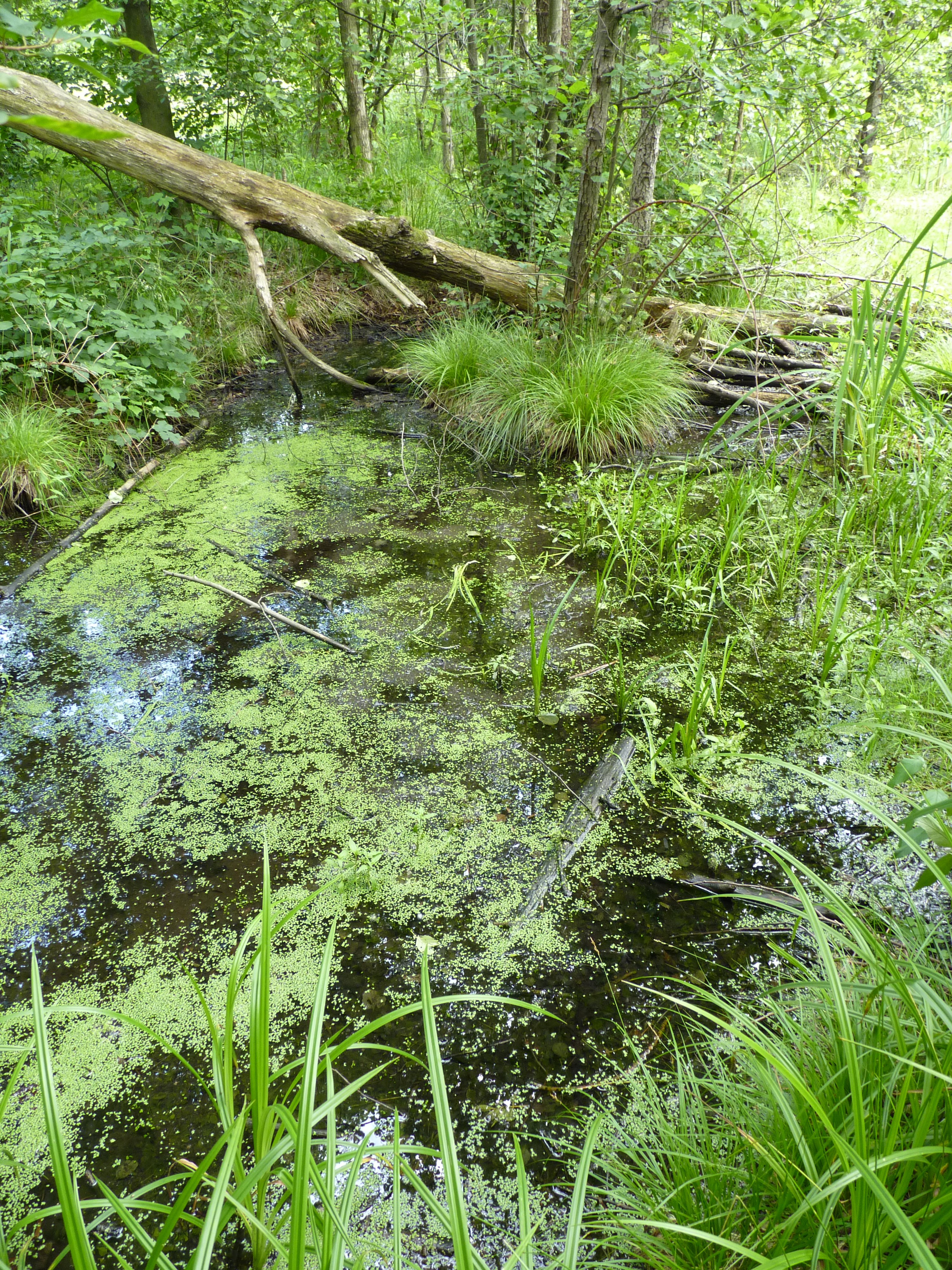

## Ohrožující jevy
Do okrajových oblastí území jsou často umisťovány černé skládky zahradního a domácího komunálního odpadu. V jižní části přírodní památky prochází plynovod se soustavou ventilů. V budoucnu má při samé severozápadní hranici přírodní památky procházet obchvat Frýdku-Místku D48. 